# Tärtär (ort)
Tärtär (azerbajdzjanska: Tərtər, ryska: Тертер: Terter, armeniska: Միր Բաշիր: Mir Bashir, azerbajdzjanska: Mirbəşir, armeniska: Թարթառ T’art’arr) är en distriktshuvudort i] i Azerbajdzjan.   Den ligger i distriktet Tärtär rayonu, i den centrala delen av landet, 250 km väster om huvudstaden Baku. Terter ligger 254 meter över havet och antalet invånare är 18 185.
Terrängen runt Tärtär är lite kuperad, och sluttar brant österut. Närmaste större samhälle är Barda, 16,8 km öster om Tärtär.
Trakten runt Tärtär består till största delen av jordbruksmark. Runt Tärtär är det ganska glesbefolkat, med 43 invånare per kvadratkilometer.